# Уиткомб, Сэми
Саманта Эллисон «Сэми» Уиткомб (англ. Samantha Allison "Sami" Whitcomb; род. 20 июля 1988 года в Вентуре, штат Калифорния) — американо-австралийская профессиональная баскетболистка, выступающая в женской национальной баскетбольной ассоциации за команду «Финикс Меркури». На драфте ВНБА 2010 года она не была выбрана ни одним из клубов. Играет на позиции атакующего защитника и лёгкого форварда. Помимо того защищает цвета клуба женской национальной баскетбольной лиги «Бендиго Спирит».
В составе национальной сборной Австралии она стала серебряным призёром чемпионата мира 2018 года в Испании и бронзовым призёром чемпионата мира 2022 года в Австралии, кроме того выиграла бронзовые медали чемпионата Азии 2021 года в Иордании.

## Ранние годы
Сэми родилась 20 июля 1988 года в городе Вентура (штат Калифорния) в семье Сандера и Джен Уиткомб, у неё есть старший брат, Джейсон, училась она там же в средней школе Буэна, в которой выступала за местную баскетбольную команду.